# Карола-Бібіане Шенліб
Віденський університет
Карола-Бібіане Шенліб (нар. 21 грудня 1979 року) — австрійська математикиня, яка працює в галузі обробки зображень та диференціальних рівнянь з частковими похідними. Вона працює в коледжі Ісуса в Кембриджі та є професоркою прикладного та обчислювального аналізу на кафедрі прикладної математики та теоретичної фізики Кембриджського університету. Карола-Бібіане є авторкою книги «Методи часткового диференціального рівняння для фарбування зображень» (видавництво Cambridge University Press, 2015), присвяченої методам використання рішень диференціальних рівнянь з частковими частками для заповнення прогалин у цифрових зображеннях.
здобула ступінь магістрерки математики в Зальцбурзькому університеті у 2004 році. Захистила дисертацію на здобуття ступеня докторки філософії в галузі математики в Кембриджському університеті у 2009 р. Темою дисертації були «Сучасні технології PDE для нанесення зображень». Науковим консультантом Кароли був Пітер Марковіч. У 2010 році після закінчення докторантури в Університеті Геттінгена вона розпочала працювати в Кембриджському університеті.
У 2016 році Карола-Бібіане виграла премію Вайтгеда Лондонського математичного товариства «за значний внесок у математичний аналіз зображень». Вона також стала лауреатом премії імені Філіпа Левергульма в 2017 році. Починаючи з 2018 року Карола-Бібіане Шенліб була вчителькою Мері Картрайт. З 2016 року вона також є членкинею Інституту Алана Тьюрінга.  Карола є директоркою Кантабського капітального інституту математики інформації та співдиректоркою Центру математичних зображень у галузі охорони здоров'я - обидва діють на базі Кембриджського університету.